# Denys Syłantiew
Denys Syłantiew, ukr. Денис Силантьєв (ur. 3 października 1976 w Zaporożu), ukraiński pływak specjalizujący się w stylu motylkowym, medalista igrzysk olimpijskich, mistrzostw świata (krótki basen) i Europy.